# Swanston Street

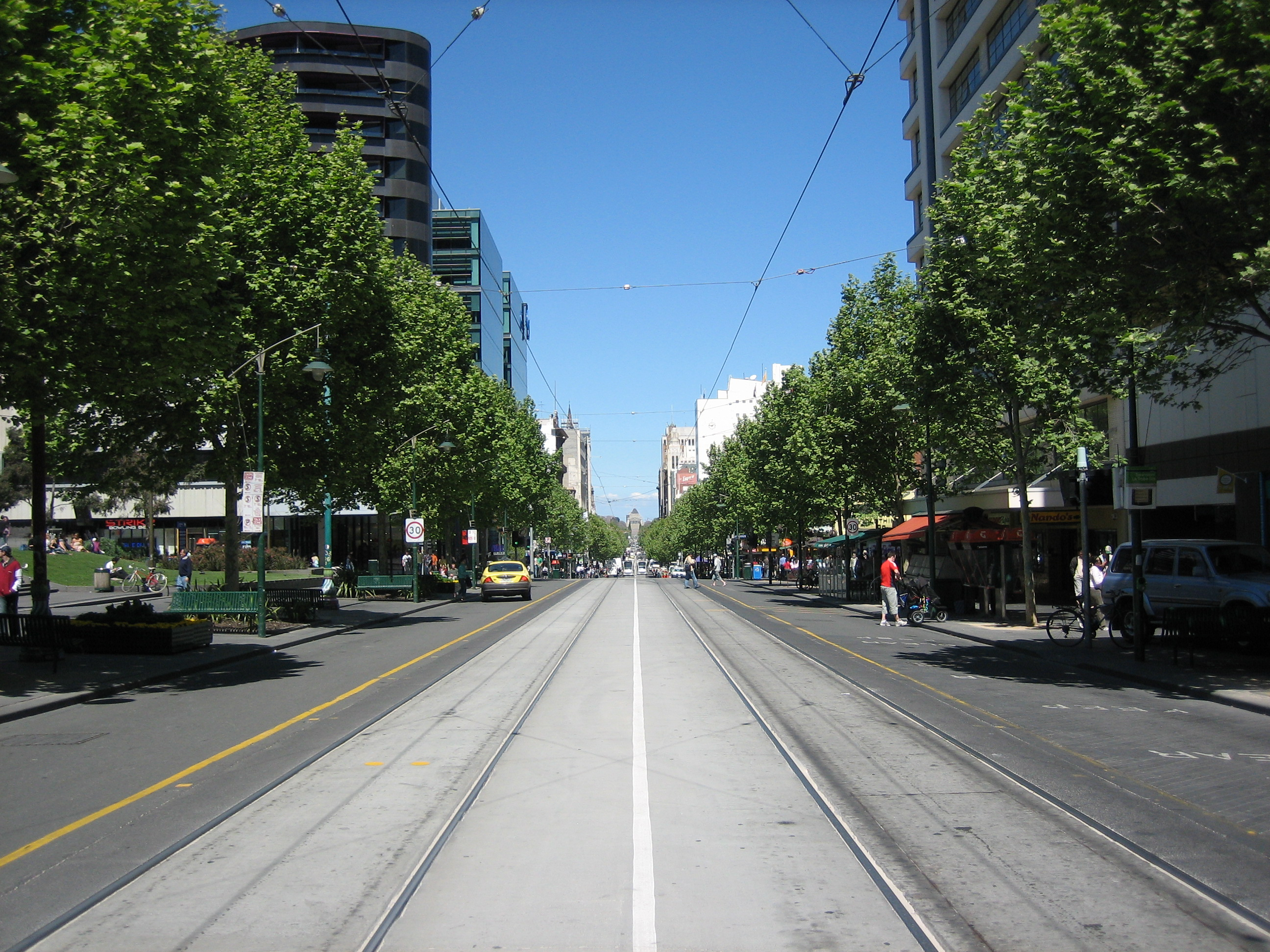
Swanston Street

Swanston Street är en större gata i centrala Melbourne, Australien. Den anlades 1837 och är uppkallad efter Charles Swanston, en tasmansk bankir och medlem av Port Phillip Association. Längs sträckningen, som huvudsakligen går från norr till söder, passeras bland annat Capitol Theatre, Manchester Unity Building, St Paul's Cathedral, Federation Square, Flinders Street Station, Melbourne Town Hall, State Library of Victoria, City Square, Melbourne Central och QV Village, Curtin House, puben Young & Jackson och Hi-Fi Bar. 